# Viksöfors
Viksöfors este o localitate în partea de est a Suediei, în regiunea Gävleborg (Hälsingland). Aparține de comuna Ovanåker.